# Столбовой (посёлок)
Столбово́й — посёлок в Володарском районе Астраханской области, входит в состав сельского поселения Актюбинский сельсовет. Население 128 человек (2010).

## История
В 1969 г. Указом президиума ВС РСФСР посёлок № 35 переименован в Столбовой.

## География
Село находится в юго-восточной части Астраханской области, в дельте реки Волги, на левом берегу реки Кривая Средняя и ерике Ильмаметьев. Находится в 11 километрах к северо-западу от районного центра — посёлка Володарский.
Абсолютная высота 26 метров ниже уровня моря.
Климат
умеренный, резко континентальный, характеризуется высокими температурами летом и низкими — зимой, малым количеством осадков, а также большими годовыми и летними суточными амплитудами температуры воздуха.

## Население
| 2002 | 2010 |
| ---- | ---- |
| 135  | ↘128 |

Национальный и гендерный состав
По данным Всероссийской переписи, в 2010 году численность населения села составляла 128 человек (по 64 мужчины и 64 женщины, 50,0 и 50,0 %%).
Согласно результатам переписи 2002 года, в национальной структуре населения казахи составляли 98 % из общего числа в 133 жителей.
| Национальность | Численность (2010) | Процент |
| -------------- | ------------------ | ------- |
| Казахи         | 120                | 87,6%   |
| Русские        | 6                  | 4,4%    |
| Азербайджанцы  | 4                  | 2,9%    |
| Не указана     | 6                  | 4,4%    |
| Всего          | 137                | 100%    |

## Транспорт
Подъезд к региональной автотрассе 12К 018 Автодорога Астрахань — Марфино (от автодороги Астрахань — Красный Яр).